# Чемпіонат Німеччини з хокею 1944
Чемпіонат Німеччини з хокею 1944 — 28-й регулярний чемпіонат Німеччини з хокею, чемпіоном став об'єднаний клуб КСГ Берлін з двох клубів Берліна: СК Берлін та СК Бранденбург Берлін.
Для участі в чемпіонаті допускалися військові клуби, так виник клуб КСГ Берлін (майбутній чемпіон, у довідниках чемпіонами були визнані два берлінських клуби).

## Група А
- КСГ Берлін — ХК Фюссен 3:1
- КСГ Берлін — Клагенфурт АС 7:4
- КСГ Берлін — EK «Енгельманн» 5:1

В групі А всі матчі провів клуб КСГ Берлін в яких здобув три перемоги та став переможцем групи.

## Група В
- ЛТТЦ Рот-Вайс Берлін — Дюссельдорф ЕГ 2:2
- ЛТТЦ Рот-Вайс Берлін — Кенігсберг 9:1
- ЛТТЦ Рот-Вайс Берлін — НСТГ Прага 3:0
- Дюссельдорф ЕГ — Кенігсберг 8:2
- Дюссельдорф ЕГ — НСТГ Прага 5:0
- Кенігсберг — НСТГ Прага 1:0

| М  | Команда              | І | Пер | Н | Пор | Ш    | О |
| -- | -------------------- | - | --- | - | --- | ---- | - |
| 1. | ЛТТЦ Рот-Вайс Берлін | 3 | 2   | 1 | 0   | 14:3 | 5 |
| 2. | Дюссельдорф ЕГ       | 3 | 2   | 1 | 0   | 15:4 | 5 |
| 3. | Кенігсберг           | 3 | 1   | 0 | 2   | 4:17 | 2 |
| 4. | НСТГ Прага           | 3 | 0   | 0 | 3   | 0:9  | 0 |

Скорочення: М = підсумкове місце, І = ігри, Пер = перемоги, Н = нічиї, Пор = поразки, Ш = закинуті та пропущені шайби, О = набрані очки

### Фінальний матч групи В
- ЛТТЦ Рот-Вайс Берлін — Дюссельдорф ЕГ 2:1

## Матч за 3-є місце
- Дюссельдорф ЕГ — ХК Фюссен 5:1

## Фінал
Матч відбувся 27 лютого 1944 року на берлінському стадіоні, це був останній чемпіонат Німеччини під час Другої світової війни. 
- КСГ Берлін — ЛТТЦ Рот-Вайс Берлін 4:3 (2:0, 1:1, 1:2)